# Régimen alimenticio
El régimen alimentario, también conocido como hábito alimentario o a veces como dieta, es el conjunto de alimentos que se ingieren ordinariamente formando hábitos o comportamientos nutricionales para los seres humanos y forma parte de su estilo de vida. Proviene del término griego díaita que significa "modo de vida". En definitiva, todo ser vivo tiene su dieta.
La dieta es el conjunto de hábitos alimentarios y tipos de alimentos que consume un organismo o una población. La dieta forma parte de los estilos de vida de las personas. Se puede decir que los términos «dieta», «ingesta», «alimentación», «nutrición» y «gastronomía», son términos parecidos, pero con diferentes matices.
En nutrición, la dieta es la suma de las comidas que realiza una persona u otro organismo, mientras que los hábitos dietéticos conforman el patrón de alimentación que sigue a diario, esto incluye las preferencias alimentarias, la influencia familiar y cultural sobre el individuo en lo que respecta a los alimentos que ingiere. Aunque los humanos en general son omnívoros, cada cultura mantiene preferencias y e incluso tabúes sobre algunos alimentos. Por otra parte, tales preferencias alimentarias individuales puede ser o no saludables desde el punto de vista nutricional. Una alimentación equilibrada requiere una ingestión variada de alimentos con el fin de obtener las cantidades adecuada de energía calórica suficiente y nutrientes.
Los hábitos alimentarios tienen un rol significativo en la salud y enfermedad de un individuo. Estos hábitos están condicionados por diversos factores tales como el estado de salud, la situación económica, la sociedad, la cultura, la religión, etc.

## La dieta en el ser humano
La dieta tiene diferentes aspectos como son los sociales, económicos, personales y culturales.
En ocasiones se confunde dieta exclusivamente con régimen especial para subir o bajar de peso o para tratar ciertas enfermedades y este caso no es sino una modificación personal del hábito de alimentación, es decir, una modificación de la dieta.

## Condicionantes
La ingesta de alimentos diaria está influenciada por multitud de factores, a veces reales, científicos y medibles, y otras subjetivos y psicológicos. Además la ingesta desde el punto de vista psicológico una vez que es influenciada en aspectos negativos, se requiere de terapias para salir de esta.[cita requerida]
Además de nuestra necesidad física y biológica de alimentarnos, la dieta puede verse modificada desde el punto de vista de la negación a la dieta que podría progresar hacia el ayuno o el rechazo completo de los alimentos.[cita requerida]
La conformación de la ingesta está condicionada en primer lugar por la disponibilidad de alimentos, que a su vez depende de las condiciones climáticas, edafológicas y de ubicación geográfica de cada región, etc.
También es consecuencia de razones religiosas, culturales e ideológicas o de fenómenos históricos, sociales, económicos y políticos.
La alimentación se conforma también teniendo en cuenta aspectos individuales, que en la escala de preferencias son muy variables, condicionados por múltiples agentes que actúan en función de preferencias estéticas, gastronómicas, etc. que, a su vez, están influidas, entre otros, por la publicidad o la disponibilidad de medios.
También hay que destacar las distintas necesidades nutricionales por las que pasa el ser humano en diferentes etapas de la vida: Dieta del lactante, de los niños, los adolescentes, dieta en el embarazo, dieta en la menopausia, dieta en la vejez, etc. Todas estas fases de la vida, requieren una alimentación destinada a mejorar nuestra vida, ya que alimentarse mejor es nutrirse mejor, y un ser vivo tiene más posibilidades siendo mejor.
Otro condicionante son las enfermedades, intolerancias, alergias..., que normalmente requieren de una modificación en los hábitos alimentarios como parte necesaria del tratamiento, como en la (dieta para diabéticos, enfermedad celíaca, síndrome del intestino irritable, hipertensión, hipercolesterolemia, etc.
Se estima que diariamente una persona toma alrededor de 200 decisiones relacionadas con los alimentos y bebidas que ingiere.[cita requerida] Sin embargo, está demostrado que la mayoría de estas decisiones son tomadas sin mayor cuidado, por lo que pueden ser fácilmente influenciadas por agentes externos.[cita requerida] Siendo la obesidad uno los principales problemas de salud a nivel mundial, han surgido propuestas que buscan aprovecharse de la maleabilidad de este comportamiento. Una de ellas es la manipulación de la manera como se nos presentan las opciones (“choice architecture”), que busca influenciar nuestras decisiones de tres maneras: simplificando la presentación, evocando asociaciones automáticas y haciendo más atractivas algunas opciones.
Concebido en este marco conceptual, se realizó un experimento en el comedor de CAF, en Caracas, Venezuela. Se les presentaron a los comensales dos estímulos simultáneos relacionados con la información calórica de cada plato. Los resultados indican que aumentó la probabilidad de elegir al menos un plato con un contenido calórico medio y disminuyó el consumo promedio de calorías en proteínas. Sin embargo, esto fue compensado por un aumento en el consumo de calorías en ensaladas. Esto refuerza la noción de que el “choice architecture” incide sobre las decisiones de alimentación que tomamos, pero no conduce necesariamente al resultado más deseado.

## Variedad de la dieta
La variedad de la alimentación, incluso en un mismo país, región o familia, podría disuadir de su análisis conjunto y, sin embargo, aun teniendo en cuenta los aspectos puntuales, hay una gran parte de la población que está afectada por condicionantes comunes que hace que las similitudes sean, a pesar de todo, tantas que permiten establecer las líneas generales de la nutrición, la alimentación, la dieta y la gastronomía, porque además de los factores que tienden a crear diferencias hay otros que, por el contrario, hacen que la alimentación tienda a ser homogénea, como es, por ejemplo, la necesidad de hacer comidas fuera de casa. Es cada vez más frecuente que, al menos cinco días a la semana, se coma primero en la guardería, que se siga haciendo lo mismo en la escuela, luego en la universidad, después en la empresa y, más tarde, en muchos casos, en la residencia para la tercera edad.

## Variaciones de la dieta en el mundo
Ya sea por costumbre o por disponibilidad de los alimentos o dependiendo del clima,  en cada región se establecen ciertos tipos de comidas; algunas son saludables y otras lo son menos.
Teniendo en cuenta las bases de una buena alimentación podríamos decir que un 75 % de la población, varie el lugar y ubicación, estaría padeciendo un grado de estabilidad poco saludable.[cita requerida] Alguna vez[cita requerida] habremos ingerido comida chatarra (la preferida por los niños), y es por ella que nuestro grado de salud se degrada. Debemos tener en cuenta que el régimen alimenticio es muy importante para el ser humano ya que nos ayuda para nuestro futuro y debe ser con productos vegetales, legumbres, hortalizas. [cita requerida] Recordemos que si cuidamos nuestro cuerpo viviremos muchos años más y sin enfermedades.

## Cantidad, calidad y aspectos de salud
La dieta no debe ser estricta, pero deben manejarse las cantidades de manera adecuada. Un régimen sin los nutrientes necesarios y las calorías necesarias por día, puede traer graves problemas como por ejemplo pueden causar graves enfermedades como la anorexia u otras. El exceso de nutrientes es tan problemático como la falta de ellos.
Una nutrición completa requiere la ingestión y absorción de micronutrientes esenciales tales como vitaminas, minerales, aminoácidos esenciales a partir de las proteínas y ácidos grasos esenciales que no es capaz de sintetizar el organismo humano, así como energía alimentaria en forma de carbohidratos,  y grasas y también los elementos como los ladrillos, las proteínas. Los hábitos y elecciones dietéticos desempeñan un papel importante en la calidad de vida, la salud y la longevidad.
Una dieta saludable puede mejorar y mantener la salud, que puede incluir aspectos de salud física y mental. Se pueden utilizar dietas específicas, como la dieta DASH, en el tratamiento y manejo de enfermedades crónicas.
Muchos países han adoptado recomendaciones nutricionales diferentes y, por lo general, hacen hincapié en una dieta equilibrada que sea culturalmente apropiada. Una guía nutricional es una referencia que brinda consejos nutricionales para la salud general, generalmente dividiendo los alimentos en grupos de alimentos y recomendando porciones de cada grupo. Las guías de nutrición pueden presentarse en forma escrita o visual y suelen ser publicadas por agencias gubernamentales, asociaciones de salud y departamentos de salud universitarios.
Por ejemplo, en México, la Secretaría de Nutrición y Promoción de la Salud utiliza El Plato del Bien Comer, que se divide en tercios: verduras y frutas (en igual proporción); cereales; y legumbres y productos animales. La guía recomienda además comer «muchas» verduras y frutas y «suficientes» cereales. La sección de legumbres y productos animales está subdividida, y se recomiendan «pocos» productos animales, mientras que la guía recomienda combinar la sección más grande de legumbres con cereales. Recomendaciones adicionales son incluir cada uno de los tres grupos de alimentos en cada una de las tres comidas principales del día, comer la mayor variedad posible de alimentos, comer según las necesidades y condiciones individuales y comer la menor cantidad posible de grasas, aceites, azúcar y sal.
Por su parte, en España, el Ministerio de Sanidad, Política Social e Igualdad utiliza la Pirámide NAOS, que promueve una dieta mediterránea así como mucha actividad física, y se dibuja como un velero en el agua. Se divide en bebidas y agua en la base; una división equitativa entre actividad física y una combinación de cereales, verduras, tubérculos, frutas, aceite de oliva y lácteos en el segundo nivel, que está etiquetado como «varias veces al día» y codificado con color verde; una división equitativa entre deportes y una combinación de carne, pescado, huevos, legumbres y frutos secos en el tercer nivel, que lleva la etiqueta «varias veces por semana» y está codificado en color naranja; y un ápice de grasas saturadas, azúcares, sal y actividad sedentaria etiquetados como «ocasionalmente» y codificados con colores rojos.
Estas recomendaciones son diferentes de los valores dietéticos de referencia (Dietary Reference Value) que proporcionan información sobre la prevención de deficiencias de nutrientes. Los Valores Dietéticos de Referencia (DRV) es el nombre de los sistemas de requerimientos de referencia  utilizados por la Autoridad Europea de Seguridad Alimentaria de la Unión Europea y por el Departamento de Salud del Reino Unido. Se utilizan por ejemplo en el etiquetado de alimentos.

## Selección dietética cultural
Dependiendo de las culturas y de las religiones existen ciertas restricciones alimentarias, con lo que limitan el consumo de algunos alimentos, considerando entonces que algunos alimentos son aceptables en la dieta y otros no. Por ejemplo, solo los alimentos Kosher son permitidos por el judaísmo, mientras que los alimentos Halal/Haram son aceptados por los creyentes del islam. [1]. La selección de alimentos en diferentes países o regiones suele tener diferentes características. Por ejemplo, los americanos comen más carne roja que otros países, los japoneses consumen más pescado y arroz. El arroz y los frijoles son alimentos típicos de la dieta en países latinoamericanos, mientras que las lentejas y el pan de pita son típicos en el medio oriente. Esto está altamente relacionado con la cultura culinaria en cada país o región.
Incluso el hecho de relacionar la dieta con la aparición de enfermedades agudas y crónicas, ha ocasionado cambios constantes en los hábitos dietéticos. Se cree que esto pudiera ser la base de las restricciones alimentarias en algunas religiones.

## Selección de dietética individual
Por diferentes motivos algunos individuos limitan o evitan el consumo de ciertos alimentos en su dieta diaria, esto puede ser por razones de salud, moral u otros factores. Entre ellos los estilos de vegetarianismo, en los que se omite el consumo de alimentos de origen animal, otros solo consumen frutas o alimentos crudos.
Un factor importante es la industrialización, lo que en consecuencia ha traído el consumo de alimentos con alto contenido en grasas, carbohidratos simples como el azúcar, alto contenido en sal , con menos fibra dietaria y poco contenido vitamínico así como una alta ingesta de alcohol.[cita requerida] Otros factores que afectan la dieta de un individuo son los cambios en la rutina de trabajo, la falta de ejercicio, aunado al estrés diario, lo que afecta de forma directa la alimentación de una persona y su grupo familiar. Esto en la actualidad está ocasionando perjuicios sobre la salud del individuo, ya que una mala alimentación bien sea por exceso o déficit tiene efectos sobre la salud humana. Esto por ende amerita atención y/o asesoría nutricional por parte de médicos y nutricionistas expertos en el área, quienes están en capacidad de recomendar patrones de alimentación adecuados para mejorar los hábitos y con ellos promover la salud evitando la aparición de enfermedades crónicas degenerativas. [2][cita requerida]
Más recientemente, otro factor que está influyendo sobre los hábitos dietéticos han sido la preocupación por el posible impacto sobre la salud o el medio ambiente a partir del consumo de alimentos genéticamente modificados. [3][cita requerida]
También existe la preocupación por el impacto de la agricultura industrializada sobre el bienestar animal, la salud humana y el medio ambiente, lo que ha conducido al surgimiento de una contracultura con una preferencia por alimentos orgánicos y locales. [4][cita requerida]

## Dietas

### Dieta para el control de peso
Dependiendo de los intereses de los individuos, puede seleccionarse una dieta o patrón alimentario diario, bien sea para incremento de peso, pérdida de peso, entrenamiento deportivo, problemas de salud cardiovascular, prevención del cáncer, alergias alimentarias, tratamiento de patologías (dietoterapia) u otras razones, las personas suelen modificar su patrón de alimentación, por lo que coloquialmente dicen «hacer dieta», lo que de una u otra manera puede modificar el equilibrio energético diario, y con ello incrementar o disminuir las reservas de grasa en el organismo.
De allí que la industria alimenticia haya creado una serie de productos que suelen recomendar a nivel comercial para satisfacer los gustos o necesidades del consumidor. Por ejemplo, los alimentos que son bajos en calorías han sido denominados «ligeros», aunado a esto suelen recomendar a su vez la realización de algún ejercicio físico. Sin embargo, ha sido tan comercializado a nivel mundial que la evidencia científica sugiere que tiene una influencia drástica en lo que se refiere a los hábitos de consumo y a la aparición de muchos desórdenes alimentarios. Otros comerciantes han difundido la idea de que se puede perder peso fácilmente sin esfuerzo, lo que también ha traído mucho fraudes o problemas de otra índole. [5][cita requerida]

### Dieta para el tratamiento de patologías
Aunque la mayoría de la gente ve las dietas como algo para controlar el peso corporal o para el ejercicio físico, las dietas son un instrumento de tratamiento de patologías muy importante en medicina. En este caso se llama dietoterápia. Este tipo de tratamiento es utilizado para numerosas patologías, como la diabetes, la enfermedad de crohn, la malnutrición, los trastornos de la conducta alimentaria, las dislipemias, la gastritis, la hipertensión, la insuficiencia renal, osteoporosis etc. De esta manera, se contribuye a paliar o hacer desaparecer los síntomas de la enfermedad, prevenir la aparición de patologías asociadas, evitar que la enfermedad empeore o incluso en algunas conseguir su remisión total, mejorando así la calidad de vida del paciente. Estos métodos han sido utilizados con más o menos criterio científico y con más o menos sofisticación desde tiempos muy remotos, por ejemplo por Hipócrates.
En la actualidad, esta tarea se realiza siempre desde el criterio científico moderno por nutricionistas, con los métodos más actuales.

### Dieta y salud
El desajuste entre la energía consumida y gastada resulta en malnutrición e infrapeso por déficit y por el contrario una ingesta excesiva de energía y bajo gasto, trae consigo el incremento en las reservas de tejido adiposo, y con ello el sobrepeso o la obesidad. [6][cita requerida] Por otra parte un bajo consumo de vitaminas y minerales puede conducir a la aparición de diferentes enfermedades. Por ejemplo, el 30 % de la población mundial está en riesgo de desarrollar deficiencia de yodo. [7][cita requerida] La deficiencia de vitamina A por su parte ha ocasionado la ceguera en al menos 3 millones de niños en el mundo.[8][cita requerida] Mientras que la deficiencia de vitamina C, produce escorbuto. [9][cita requerida] La deficiencia de calcio, vitamina D y fósforo suelen estar interrelacionados; por lo que cambios en alguno de ellos pudiera afectar los otros, en especial su absorción.
La desnutrición avanzada por su parte, se manifiesta en los niños como enfermedades denominadas Kwashiorkor y Marasmo, en las que el desgaste muscular y la pérdida de proteínas del organismo es importante, inclusive pueden ocasionar la muerte en infantes.[10][cita requerida] Un problema actual en la sociedad es la obesidad, cuya magnitud alcanza el término de epidemia en el mundo occidental, cuyos efectos son nocivos para la salud, entre ellos el desarrollo de enfermedades cardíacas, diabetes y muchas otras enfermedades.[11][cita requerida]
Un desorden alimentario en una afección mental que interfiere con el consumo adecuado de alimentos. Los desórdenes de alimentación afectan frecuentemente a las personas con problemas en la percepción de su imagen corporal, los cuales llegan a ser muy negativos. Sin embargo es evidente que un tratamiento psicológico y una asesoría nutricional adecuada, puede modificar estas conductas progresivamente, llevando a estas personas a mejorar sus hábitos de alimentación y ser más saludables.[12][cita requerida]

## Absorción
Comprende la habilidad del organismo para absorber de manera adecuada los nutrientes de la ingesta consumida por el humano.Por lo que en ciertas enfermedades o situaciones especiales, es necesario estudiar o investigar en un individuo la pérdida de nutrientes por falta de absorción o por pérdida exagerada de los nutrientes.